# 네아마크리

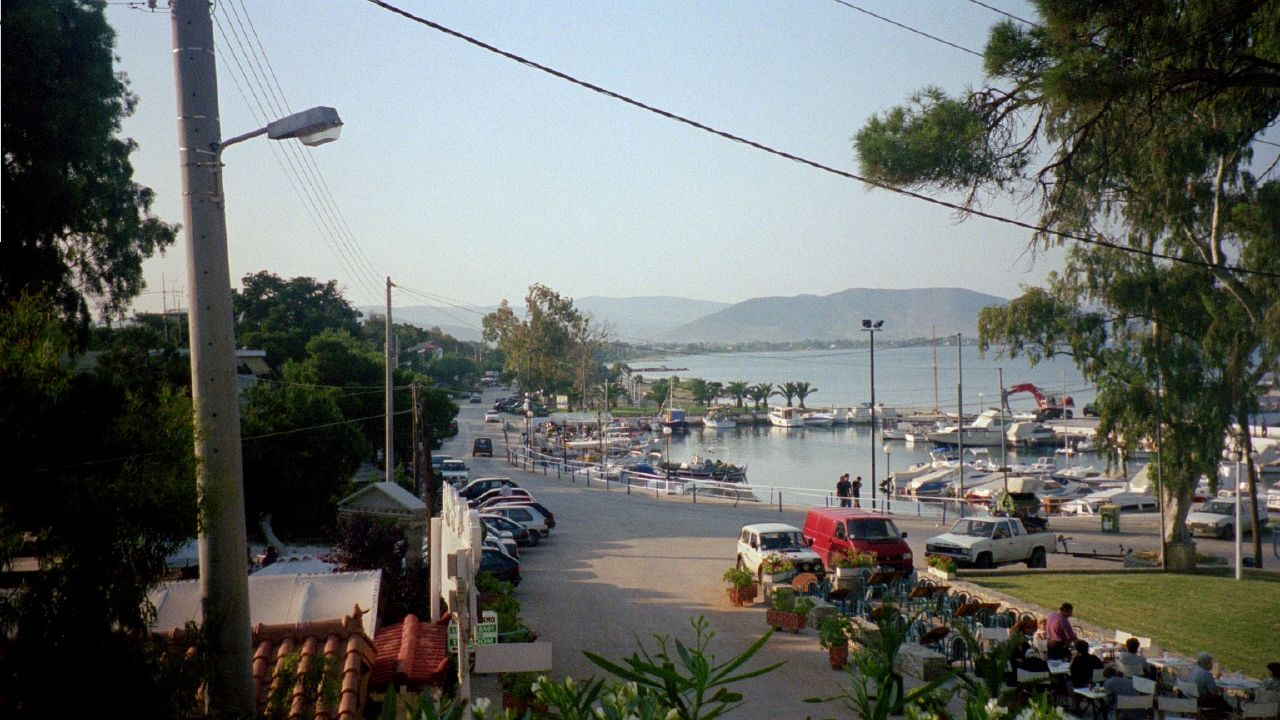
네아마크리

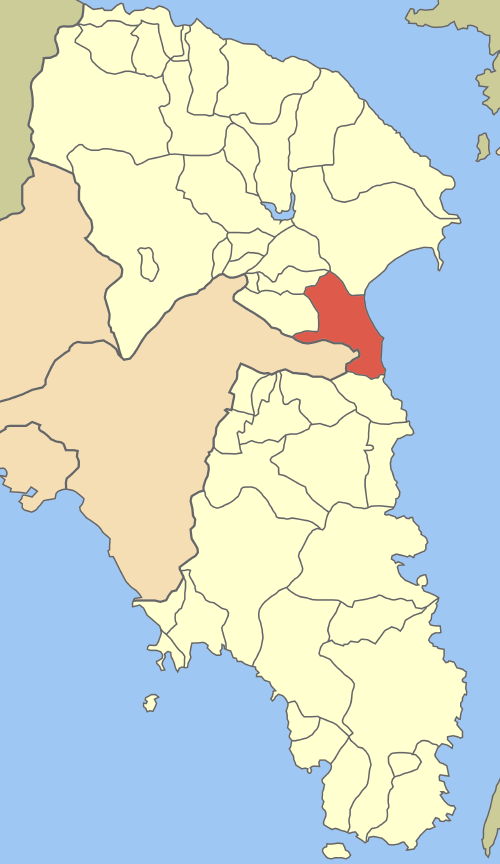
동아티키 현 지도에 표시된 네아마크리의 위치

네아마크리(그리스어: Νέα Μάκρη)는 그리스의 아티키 주(州) 동아티키 현(縣) 마라톤에 있는 읍이다. '마크리'는 소아시아 해안에 있는 터키의 도시 페티예이며, 1923년 그리스-터키 인구 교환 때 그 지역에서 추방당한 그리스인 실향민들이 정착하여 세운 도시이다. 인구는 15,554명(2011년)이다.

## 지리
네아마크리는 아티키 반도의 동쪽 끝에 있으며, 에게해(海)의 만(灣)인 페탈리오이 만의 해변에 있다. 아테네 도심으로부터 25km 북동쪽에 위치한다. 행정 구역으로서의 네아마크리는 남쪽으로 5km 떨어진 '네오스부차스' 마을도 포함한다. 그리스 83번 국도(國道)가 지난다.

## 역사
옛 이름은 플레스티였다. 그러나 1922년 그리스-터키 인구 교환으로 소아시아의 해변 도시 마크리(페티예)를 떠나온 그리스인 실향민들이 점차 정착하면서 "네아(새로운) 마크리"로 이름이 바뀌었다.
20세기 중반과 후반에는 네아 마크리의 북쪽에서 미국 해군이 HF 무전 통신기지를 운영하기도 했다. 송신장치들은 더 북쪽인 '카토 술리'에 있었다.

## 인구
| 년도   | 읍 인구 | 행정구역상 인구 |
| ------ | ------- | --------------- |
| 1981년 | 8,516   | -               |
| 1991년 | 12,120  | 13,009          |
| 2001년 | 13,986  | 14,809          |
| 2011년 | 15,554  | 16,670          |